# Polyotidium
Polyotidium là một chi thực vật có hoa trong họ, Orchidaceae.